# Beatriz Ramírez de Mendoza

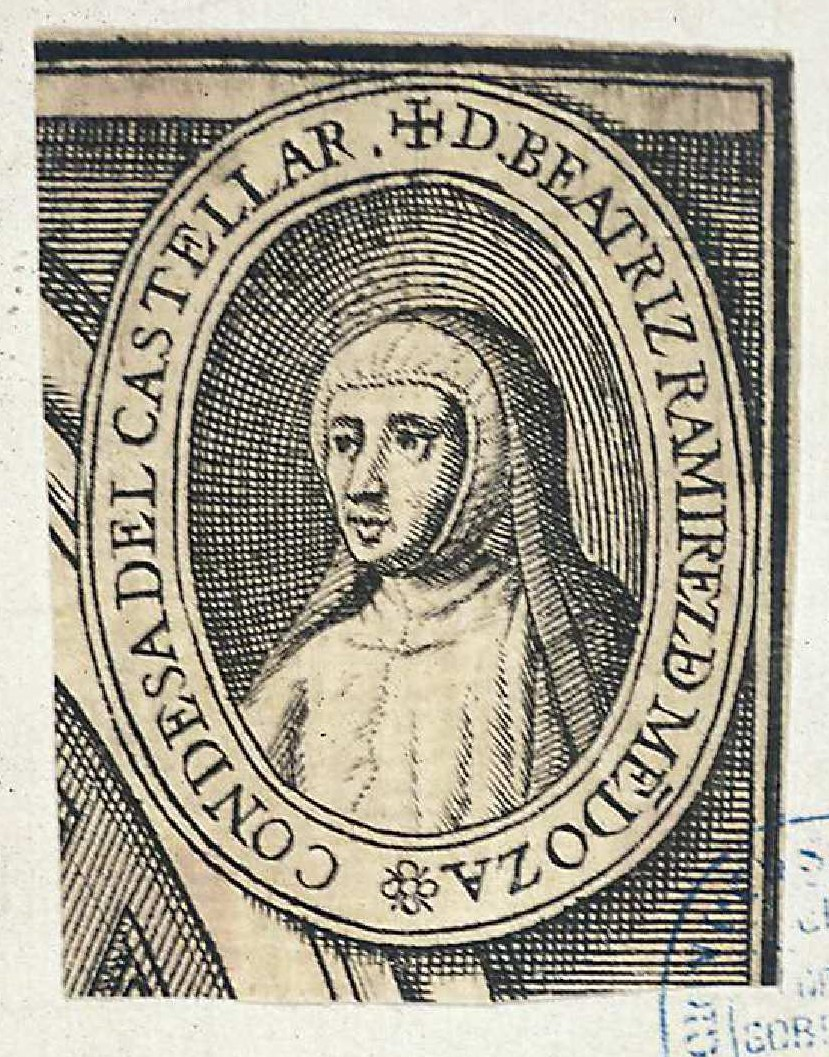
Pedro de Villafranca: Beatriz Ramírez de Mendoza, condesa del Castellar. Detalle de la portada de los Anales del Orden de la Merced Descalza de fray Pedro de San Cecilio, 1669. Madrid, Biblioteca Nacional de España.

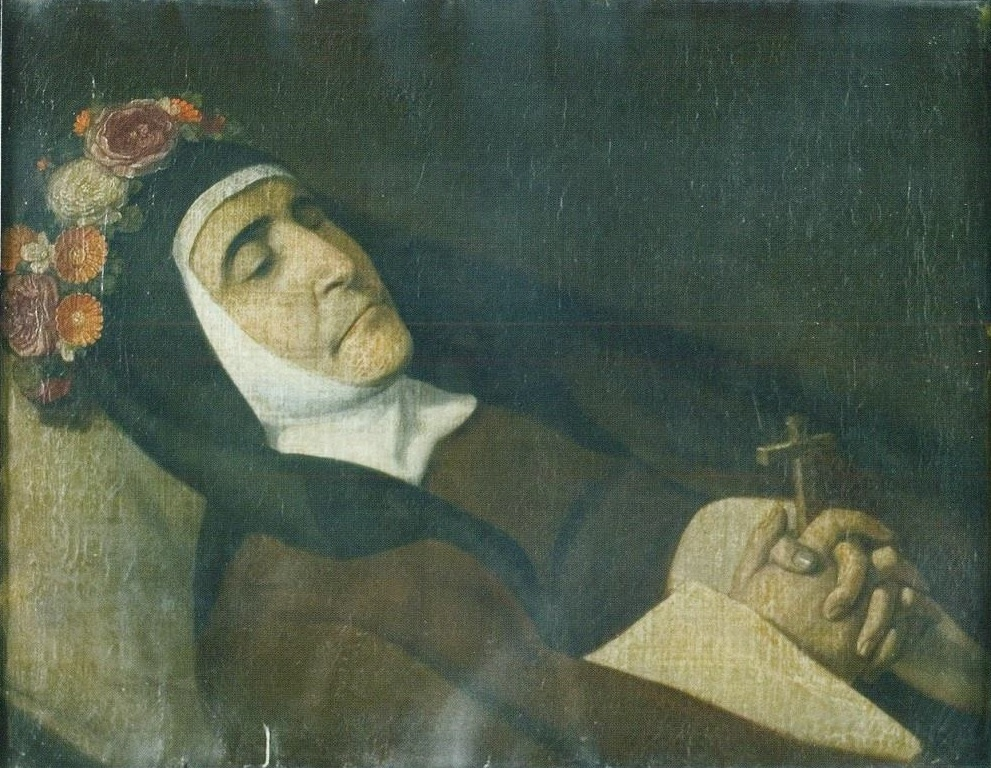
Anónimo: Retrato funerario de Beatriz Ramírez de Mendoza, condesa del Castellar. Madrid, Monasterio del Corpus Christi (las Carboneras). Inscripción en el marco: «La nobilísima señora doña Beatriz Ramírez condesa del Castellar, fundadora deste convento y su patrona donde vivió 21 años con hábito y vida religiosa aunque no profesó hasta antes de su muerte que fue a los 72 años de su edad».

Beatriz Ramírez de Mendoza, condesa del Castellar (Madrid, 1556-1626), noble española y monja jerónima, fundadora de varios conventos sujetos a la regla de la descalcez y, entre ellos, el Monasterio del Corpus Christi de Madrid, vulgarmente de las Carboneras, en el que murió tras de vivir veintiún años en él llevando vida religiosa y vistiendo su hábito como novicia.

## Biografía
Octava hija de Garci Ramírez de Cárdenas y de Ana de Mendoza, nació en Madrid el 6 de marzo de 1556. Por línea paterna era bisnieta de Francisco Ramírez de Madrid, llamado el Artillero, y de Beatriz Galindo, con quien en alguna ocasión se identificó. Por parte materna era nieta de Alonso Suárez de Mendoza, conde de Coruña, y de Juana Jiménez de Cisneros, sobrina del cardenal Cisneros. Con cinco años superó una grave enfermedad, al parecer causada por una fiebre reumática, que se reprodujo en la edad adulta periódicamente. Cuando contaba siete años falleció su padre, heredero del mayorazgo de Rivas, y su madre cayó en depresión. La relación con su madre, nombrada aya de Felipe III en 1580, fue fría. La muerte sin descendencia de Alonso Ramírez, el único de sus hermanos que había sobrevivido a la infancia, la convirtió en heredera del mayorazgo de Rivas. Para garantizar su sucesión, en febrero de 1585 contrajo matrimonio con Fernando Arias Saavedra, IV conde del Castellar, señor de Viso del Alcor y alfaqueque mayor de Castilla. En las capitulaciones matrimoniales se estipulaba que, para no mezclar los mayorazgos, el materno pasará al segundo de los hijos y, si no lo hubiera, a los nietos. En los diez años de matrimonio fue madre de cuatro hijas y dos hijos, de los que solo la sobrevivieron Ana María, profesa en un convento de carmelitas descalzas, y Juana, priora del monasterio del Corpus Christi, residencia y última morada de su madre. El mayor de los varones, Gaspar Juan, heredero del señorío del Castellar, falleció en 1622 y Baltasar en 1615, sin descendencia, revirtiendo el mayorazgo de Rivas en su madre.
Al enviudar en 1596 hizo voto de castidad y vistió el hábito y toca monjil, aunque no profesase, convirtiéndose en administradora de un rico patrimonio, aunque fuertemente endeudado. En su gestión como en todos los órdenes de su vida hizo valer un carácter fuerte, que fue motivo tanto de admiración por algunos de sus contemporáneos, tales como Jerónimo de la Quintana que en su Historia de la Antigüedad, Nobleza y Grandeza de la Villa de Madrid la tenía por «ejemplo de virtud y de perfección», como de enfrentamientos con destacadas personalidades de la corte y de las órdenes monásticas con las que se relacionó, comenzando por el propio duque de Lerma, valido de Felipe III, cuya enemistad fue determinante para su definitivo retiro en clausura. 
Con fama de mujer piadosa e inclinada a favorecer a las órdenes religiosas y a sus ministros, especialmente a aquellas que optaban por abrazar un modo de vida más riguroso, muchos hombres de la iglesia acudían a su casa en busca de patrocinio. Hacia 1600 lo hizo fray Jerónimo Gracián. De él escribió la propia condesa del Castellar que «era muy a mi gusto su santidad y él no ata almas a lo suyo, sino déjalas y que se dejasen al que Dios quisiese cada una». Con el carmelita, que en 1593 había caído prisionero de piratas berberiscos y permanecido año y medio cautivo en Túnez, sobre lo que escribió un Tratado de Redención de cautivos, tuvo Beatriz Ramírez estrecha relación espiritual, que continuó por vía epistolar cuando el padre Gracián fue destinado a Flandes en 1607. Él inculcó a la aristócrata la idea de que nada podía haber tan grato a Dios como redimir cautivos y, en consecuencia, la veneración por las órdenes de la Trinidad y de la Merced, que lo tenían por misión.
La redención de cautivos era, por otra parte, oficio propio del alfaqueque, cargo asociado al título nobiliario de su esposo, aunque para esas fechas la vertiente civil de la liberación de cautivos había caído en desuso, traspasada a las órdenes religiosas. 
Fue precisamente Jerónimo Gracián quien la puso en contacto con fray Juan Bautista de la Concepción, reformador de la Orden Trinitaria, a quien ayudó económicamente para su fundación en Valdepeñas del primer convento trinitario descalzo. A su imagen decidió impulsar la reforma de los mercedarios, aunque ello le costaría enfrentarse a los superiores de la orden pues, sin su aprobación y presentándolos como hechos consumados tras ganar bulas en Roma, procedió entre 1603 y 1604 a la fundación de tres conventos de mercedarios descalzos en tierras de su señorío: el de La Almoraima del Castellar en la provincia de Cádiz, bajo la advocación de Santa María de los Reyes, el del Corpus Christi en Viso en Sevilla, agregados al mayorazgo del Castellar, y el de Rivas en Madrid, puesto bajo la advocación de santa Cecilia. Aparentemente su apoyo a la redención de cautivos, incluyendo la de los moriscos abundantes en sus dominios sevillanos, redimidos y catequizados por los frailes mercedarios de los conventos instalados en ellos, limitaron el efecto que tuvo su expulsión en otros puntos de la península, aunque su hijo Gaspar, heredero del mayorazgo del Castellar, intercediera inútilmente en su favor, contestándosele que era «proceso general».
En 1604 el duque de Lerma ordenó su detención acusada de participar en una conspiración palaciega contra el poder del valido tras encontrarse en poder de la marquesa del Valle, en prisión por traición, una carta de Beatriz Ramírez en la que le daba cuenta de una entrevista que había tenido primero con el rey y luego con la reina Margarita de Austria, en la que confiaba como consejera para desplazar al de Lerma:

Los Reyes están aquí que nos inquietan —decía en ella—. Yo hablé al Rey con el amor de hija de mi madre, que le crio y después dije a la Reina cómo había hablado a su marido. Preguntó que qué le había dicho: díjele que suplicábale que gobernase él y se aconsejase con gente desinteresada y díjome que lo hacía, díjele que con su mujer tomase consejo que le quería bien, y que mirase que todo se perdía, y estándole yo diciendo esto entró el Duque y prométole a V. S. que ella se turbó de manera que la hube gran lástima, llegóse el Duque a ella y preguntóle qué le decía yo; y ella solo dijo: ¡Así Sra. va todo!

La propia Beatriz Ramírez de Mendoza relató los sucesos concernientes a la persecución de Lerma en una breve reseña autógrafa conservada en el monasterio de las Carboneras que solo fue publicada en 1932 por Fidel Pérez Mínguez. Conocedora del peligro al que se exponía y que los hombres enviados desde Valladolid a detenerla ya habían registrado sus casas de Rivas, el 12 de marzo de 1604 se refugió con su hija Juana y las criadas de su casa en el convento de la Concepción Jerónima de Madrid, fundación de Beatriz Galindo, del que era priora una de sus hermanas, e inmediatamente hizo los votos como novicia, tomando el nombre de Beatriz de las Llagas. El duque de Lerma maniobró para que los superiores de la orden jerónima prohibiesen su permanencia en el convento, con amenazas a su hermana, pero obtuvo la protección del cardenal Bernardo de Sandoval y Rojas, arzobispo de Toledo, que le ofreció asilo en el convento de las Vallecas, de monjas bernardas, dentro de su jurisdicción, al que se trasladó en septiembre de 1604.
Refugiada con las bernardas concibió el proyecto de fundar el primer convento de jerónimas reformadas bajo la advocación del Corpus Christi en las casas de su mayorazgo en Madrid. Fray Jerónimo de Gracián le proporcionó la carta de fundación, con la que acudió al arzobispo de Toledo y al Consejo Real para burlar la oposición de Lerma, obteniendo en el verano de 1605 la autorización del rey y del arzobispo. Al mismo tiempo y con gran secreto para sortear la oposición de los jerónimos convenció a un reducido número de religiosas jerónimas, deseosas de seguir una regla de mayor clausura, de acompañarla asociadas a su proyecto. Tras obtener la aprobación, una noche se fugó de las bernardas con sus criadas y por el camino recogió a tres monjas fugadas de la Concepción Jerónima, a las que al día siguiente se sumó su hija Juana del Corpus Christi, que sería posteriormente priora del nuevo monasterio como fundadora. Beatriz Ramírez y quince de sus criadas tomaron a continuación el hábito como novicias. Los superiores de la orden jerónima mostraron su oposición recurriendo a Roma y forzando a las tres monjas fugadas a retornar al convento de la Concepción Jerónima. También intervino la Inquisición, alertada por algunas monjas y novicias que no habían sido capaces de resistir el rigor impuesto en el convento por la condesa del Castellar. La muerte de sus hijos hizo que recuperase la administración del mayorazgo contando con una bula papal que le permitió mantener la condición de novicia seglar perpetuamente. Falleció en su convento del Corpus Christi el 4 de noviembre de 1626. Su cuerpo se expuso en el coro bajo, donde había pedido ser sepultada como las más pobre de las hermanas, mostrándose «el cuerpo difunto tan hermoso y con rostro tan sereno como si no hubiera expirado».